# Öküzgözü
Öküzgözü ist der Name einer bedeutenden autochthonen Rotweinsorte der Türkei. Sie stammt wie die Rebe Bogazkere aus der Provinz Elazığ im östlichen Zentralanatolien und wird auch in den Provinzen Gaziantep und Malatya angebaut.
Die großen, geschulterten Trauben dieser Rebe tragen außergewöhnlich große, runde, blaugraue Beeren, was sich im türkischen Namen widerspiegelt: türk. Öküzgözü heißt Ochsenauge.
Sortenreine Weine aus der Öküzgözü sind bei einer milden Tanninstruktur leuchtend rot, fruchtig-frisch und weisen Aromen von Kirschen und Himbeeren auf. Meist aber werden die Moste der Öküzgözü mit denen anderer Rotweinreben verschnitten. Die Bogazkere ist der häufigste Verschnittpartner, in neuerer Zeit werden aber auch Merlot, Cabernet Sauvignon sowie Gamay in die Cuvées eingebunden. 
Siehe auch: Weinbau in der Türkei, Liste von Rebsorten

## Synonyme
Die Rebsorte Oküzgözü ist auch unter den Namen Deve Gözü, Karaoğlan, Karga oğlu und Mehmetoğlu bekannt.